# Che Guevara
Ernesto "Che" Guevara (tiếng Tây Ban Nha: [ˈtʃe ɣeˈβaɾa]; 14 tháng 6 năm 1928  – 9 tháng 10 năm 1967) là một nhà Cách mạng theo Chủ nghĩa Marx, bác sĩ, tác giả, lãnh đạo du kích, nhà ngoại giao và nhà lý luận quân sự người Argentina. Là một nhân vật quan trọng của Cách mạng Cuba, hình ảnh cách điệu của ông đã trở thành một biểu tượng văn hóa phản kháng phổ biến của sự nổi loạn và biểu tượng toàn cầu trong văn hóa đại chúng.
Khi còn là một sinh viên y khoa trẻ tuổi, Guevara đã đi du lịch khắp Nam Mỹ và bị cực đoan hóa bởi sự nghèo đói và bệnh tật mà ông chứng kiến. Mong muốn ngày càng tăng của ông nhằm giúp lật đổ những gì ông coi là sự bóc lột tư bản của Hoa Kỳ ở châu Mỹ La Tinh đã thúc đẩy ông tham gia vào các cải cách xã hội của Guatemala dưới thời Tổng thống Jacobo Árbenz, người cuối cùng được CIA hỗ trợ lật đổ theo lệnh của United Fruit Company đã củng cố hệ tư tưởng chính trị của Guevara. Sau đó tại Thành phố Mexico, Guevara gặp Raúl và Fidel Castro, tham gia Phong trào 26 tháng 7 của họ và lên đường tới Cuba trên du thuyền Granma với ý định lật đổ nhà độc tài được Mỹ hậu thuẫn Fulgencio Batista. Guevara nhanh chóng trở nên quan trọng trong giới nổi dậy, được thăng chức chỉ huy thứ hai và đóng vai trò then chốt trong chiến dịch du kích kéo dài 2 năm nhằm lật đổ chế độ Batista.
Sau Cách mạng Cuba, Guevara đóng vai trò chủ chốt trong chính phủ mới. Công việc của ông bao gồm việc xem xét các đơn kháng cáo và xử bắn những người bị kết án là tội phạm chiến tranh trong các tòa án cách mạng, tiến hành cải cách ruộng đất với tư cách là Bộ trưởng Bộ Công nghiệp, giúp dẫn đầu một chiến dịch xóa mù chữ thành công trên toàn quốc, đồng thời giữ chức Chủ tịch Ngân hàng Quốc gia và giám đốc giảng dạy cho các lực lượng vũ trang của Cuba và đi khắp thế giới với tư cách là nhà ngoại giao thay mặt cho chủ nghĩa xã hội Cuba. Những vị trí như vậy cũng cho phép ông đóng vai trò trung tâm trong việc huấn luyện lực lượng dân quân đẩy lùi Cuộc xâm nhập Vịnh Con Lợn, và đưa tên lửa đạn đạo mang đầu đạn hạt nhân của Liên Xô tới Cuba, trước cuộc Khủng hoảng tên lửa Cuba năm 1962. Ngoài ra, Guevara còn là một nhà văn và người viết nhật ký giỏi, đã soạn một cuốn sách hướng dẫn về chiến tranh du kích có ảnh hưởng sâu rộng, cùng với một cuốn hồi ký bán chạy nhất về cuộc hành trình bằng mô-tô xuyên lục địa thời trẻ của ông. Kinh nghiệm và việc nghiên cứu Chủ nghĩa Marx–Lenin đã khiến ông thừa nhận rằng sự kém phát triển và phụ thuộc của Thế giới thứ ba là kết quả nội tại của chủ nghĩa đế quốc, chủ nghĩa thực dân mới và chủ nghĩa tư bản độc quyền, với các biện pháp khắc phục duy nhất là chủ nghĩa quốc tế vô sản và cách mạng thế giới. Guevara rời Cuba vào năm 1965 để thúc đẩy các cuộc cách mạng lục địa trên khắp châu Phi và Nam Mỹ, lần đầu tiên không thành công ở Congo-Kinshasa và sau đó là ở Bolivia, nơi ông bị lực lượng Bolivia do CIA hỗ trợ bắt giữ và bị xử tử ngay sau đó.
Guevara vừa là một nhân vật lịch sử được tôn kính vừa bị chửi rủa, bị phân cực trong trí tưởng tượng của tập thể trong vô số tiểu sử, hồi ký, tiểu luận, phim tài liệu, bài hát và phim. Do nhận thức được sự tử đạo của mình, những lời kêu gọi đầy chất thơ về đấu tranh giai cấp và mong muốn tạo ra ý thức về một "con người mới" được thúc đẩy bởi các động cơ đạo đức hơn là vật chất, Guevara đã phát triển thành một biểu tượng tinh túy của nhiều phong trào cánh tả khác nhau. Ngược lại, những người chỉ trích ông thuộc chính trị cánh hữu cáo buộc ông cổ vũ chủ nghĩa độc tài và ủng hộ bạo lực chống lại các đối thủ chính trị của mình. Bất chấp những bất đồng về di sản của ông, Time đã vinh danh ông là một trong 100 người có ảnh hưởng nhất thế kỷ XX, trong khi một bức ảnh của Alberto Korda về ông, có tựa đề Guerrillero Heroico, được Viện Nghệ thuật Maryland coi là "bức ảnh nổi tiếng nhất thế giới".

## Đầu đời

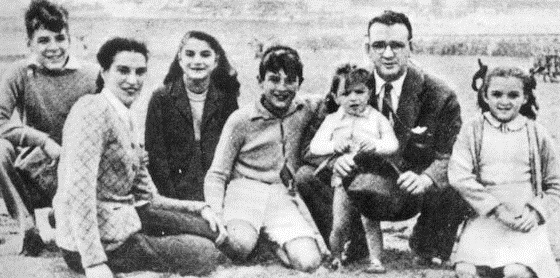
Chàng thanh niên Ernesto Guevara (trái) trong bức ảnh gia đình khoảng năm 1944. Từ trái sang phải: Celia (mẹ), Celia (em gái), Roberto, Juan Martín, Ernesto (cha) và Ana María

Ernesto Guevara chào đời ngày 14 tháng 6 năm 1928, tại Rosario, Argentina. Tuy tên khai sinh của ông là "Ernesto Guevara", song đôi khi cũng đi kèm với các tên phụ như "de la Serna" và/hoặc "Lynch". Ông là con cả trong số 5 người con của một gia đình Argentina thượng lưu mang gốc gác Tây Ban Nha và Ireland, có bố là Ernesto Guevara Lynch và mẹ là Celia de la Serna y Llosa. Hai nhân vật nổi bật ở thế kỷ 18 cùng chung huyết thống với Guevera là Luis María Peralta, một địa chủ người Tây Ban Nha lập nghiệp ở California, và Patrick Lynch, một lưu dân Ireland di cư tới Thuộc địa Río de la Plata. Cha ông có nhắc đến tính tình "bộc chộp" của Che như sau: "điều nổi bật trước tất đó là dòng máu nổi loạn của dân tộc Ireland chảy trong huyết quản của con trai tôi".
Ernestito (biệt danh hồi nhỏ của Guevara) đã phát triển "nỗi cảm thông đối với người nghèo" từ rất sớm. Sinh thành trong một gia đình tả khuynh, ông từ nhỏ đã được phơi bày với các luồng tư tưởng chính trị đa chiều. Cha ông là người ủng hộ nhiệt thành phe Cộng hòa trong cuộc Nội chiến Tây Ban Nha, thường xuyên tiếp đãi các vị cựu chiến binh ở tư gia. Lúc thiếu thời, ông từng dự định theo nghề bán hóa phẩm trừ sâu, thậm chí từng dựng một phòng lab nhỏ trong ga-ra để thí nghiệm và sản xuất hợp chất tan-lindan dưới nhãn hiệu Vendaval, song không lâu sau phải từ bỏ vì bị dị ứng hen suyễn đối với hóa chất.
Bất chấp nhiều cơn hen suyễn cấp tính ảnh hưởng đến ông trong suốt cuộc đời, ông vẫn là một vận động viên xuất sắc, thích bơi lội, bóng đá, chơi gôn và bắn súng, đồng thời trở thành một tay đua xe đạp "không biết mệt mỏi". Ông là một cầu thủ cuồng nhiệt của đội bóng bầu dục, và chơi ở vị trí fly-half cho Club Universitario de Buenos Aires. Việc chơi bóng bầu dục đã mang lại cho ông biệt danh "Fuser"—viết tắt của El Furibundo (mạnh mẽ) và họ của mẹ ông, de la Serna—vì phong cách chơi năng nổ của ông.

### Sở thích trí tuệ và văn chương
Guevara học cờ vua từ cha mình và bắt đầu tham gia các giải đấu địa phương ở tuổi 12. Trong thời niên thiếu và trong suốt cuộc đời, ông đam mê thơ ca, đặc biệt là thơ của Pablo Neruda, John Keats, Antonio Machado, Federico García Lorca, Gabriela Mistral, César Vallejo và Walt Whitman. He could also recite Rudyard Kipling's If— and José Hernández's Martín Fierro by heart. Ông cũng có thể đọc thuộc lòng bài "Nế—" của Rudyard Kipling và "Martín Fierro" của José Hernández. Ngôi nhà của Guevara chứa hơn 3.000 cuốn sách, điều này cho phép Guevara trở thành một độc giả nhiệt tình và chiết trung, với những mối quan tâm bao gồm Karl Marx, William Faulkner, André Gide, Emilio Salgari và Jules Verne.[38] Ngoài ra, ông còn thích các tác phẩm của Jawaharlal Nehru, Franz Kafka, Albert Camus, Vladimir Lenin và Jean-Paul Sartre; cũng như Anatole France, Friedrich Engels, H. G. Wells, và Robert Frost.
Khi lớn lên, ông bắt đầu quan tâm đến các nhà văn Mỹ La Tinh Horacio Quiroga, Ciro Alegría, Jorge Icaza, Rubén Darío và Miguel Asturias. Nhiều ý tưởng của các tác giả này được ông liệt kê vào sổ viết tay của mình về các khái niệm, định nghĩa và triết lý của những trí thức có ảnh hưởng. Chúng bao gồm việc soạn thảo các bản phác thảo phân tích về Đức Phật và Aristotle, cùng với việc xem xét Bertrand Russell về tình yêu và lòng yêu nước, Jack London về xã hội, và Nietzsche về ý tưởng của cái chết. Những ý tưởng của Sigmund Freud đã mê hoặc ông khi ông trích dẫn về nhiều chủ đề khác nhau, từ những giấc mơ và ham muốn tình dục đến lòng tự ái và phức cảm Oedipus. Các môn học yêu thích của ông ở trường bao gồm triết học, toán học, kỹ thuật, khoa học chính trị, xã hội học, lịch sử và khảo cổ học. Một "báo cáo tiểu sử và tính cách" của CIA, đề ngày 13 tháng 2 năm 1958 và được giải mật nhiều thập kỷ sau đó, đã lưu ý đến phạm vi quan tâm và trí tuệ học thuật của Guevara - mô tả ông là "đọc khá tốt", đồng thời nói thêm rằng "Che khá trí tuệ nếu so với một người La Tinh".

### Thực hiện hành trình bằng xe mô-tô

Guevara (phải) cùng Alberto Granado (trái) vào tháng 6 năm 1952 trên Sông Amazon trên chiếc bè gỗ "Mambo-Tango" của họ, đó là một món quà từ người cùi mà họ đã điều trị

Năm 1948, Guevara vào Đại học Buenos Aires để học y khoa. "Niềm khao khát khám phá thế giới" đã khiến ông xen kẽ việc theo đuổi thời đại học của mình với hai cuộc hành trình dài đã thay đổi căn bản cách ông nhìn nhận bản thân và điều kiện kinh tế đương thời ở Mỹ La Tinh. Chuyến thám hiểm đầu tiên, vào năm 1950, là chuyến đi một mình dài 4.500 km (2.800 dặm) qua các tỉnh nông thôn phía Bắc của Argentina trên chiếc xe đạp có lắp một động cơ nhỏ. Guevara sau đó dành 6 tháng làm y tá trên các tàu chở hàng và tàu chở dầu của Argentina trên biển. Chuyến thám hiểm thứ hai của ông, vào năm 1951, là một chuyến đi bằng mô tô xuyên lục địa kéo dài 9 tháng, với đoạn đường 8.000 km (5.000 dặm) qua một phần Nam Mỹ. Về sau, ông đã nghỉ học một năm để bắt tay với người bạn của mình, Alberto Granado, với mục tiêu cuối cùng là dành vài tuần làm tình nguyện viên tại khu dành cho người cùi San Pablo ở Peru, bên bờ sông Amazon.

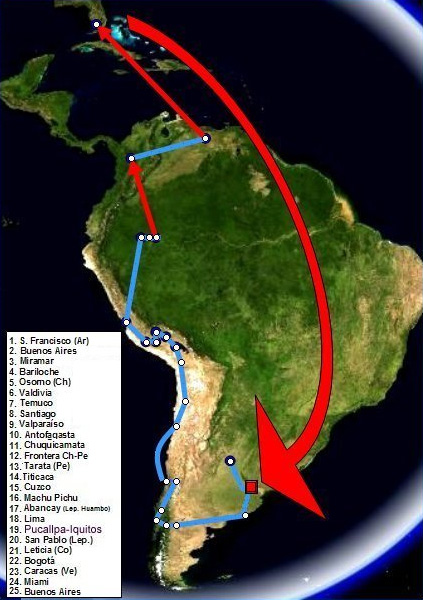
Bản đồ chuyến đi năm 1952 của Guevara với Alberto Granado (mũi tên màu đỏ tương ứng với du lịch hàng không)

Ở Chile, Guevara tức giận trước điều kiện làm việc của những người thợ mỏ tại mỏ đồng Chuquicamata ở Anaconda, cảm động trước cuộc gặp gỡ qua đêm của anh ở hoang mạc Atacama với một cặp vợ chồng cộng sản bị đàn áp, những người thậm chí còn không sở hữu một chiếc chăn, mô tả họ là "những nạn nhân bằng xương bằng thịt run rẩy dưới sự bóc lột của chủ nghĩa tư bản". Trên đường tới Machu Picchu, ông choáng váng trước cảnh nghèo đói khủng khiếp ở các vùng nông thôn hẻo lánh, nơi nông dân canh tác trên những mảnh đất nhỏ thuộc sở hữu của các địa chủ giàu có. Sau đó trong cuộc hành trình của mình, Guevara đặc biệt ấn tượng trước tình bạn thân thiết giữa những người sống ở thuộc địa của người cùi, ông nói rằng, "Những hình thức đoàn kết và lòng trung thành cao nhất của con người nảy sinh giữa những người cô đơn và tuyệt vọng như vậy". Guevara đã sử dụng những ghi chú ghi lại trong chuyến đi này để viết một bài tường thuật (không được xuất bản cho đến năm 1995), có tựa đề The Motorcycle Diaries, sau này trở thành sách bán chạy nhất của New York Times, và được chuyển thể thành phim cùng tên năm 2004.
—George Galloway, British politician, 2006
Cuộc hành trình đã đưa Guevara qua Argentina, Chile, Peru, Ecuador, Colombia, Venezuela, Panama và Miami, Florida trong 20 ngày, trước khi trở về quê nhà ở Buenos Aires. Đến cuối chuyến đi, ông coi Châu Mỹ La Tinh không phải là một tập hợp các quốc gia riêng biệt mà là một thực thể duy nhất cần một chiến lược giải phóng toàn lục địa. Quan niệm của ông về một Châu Mỹ Tây Ban Nha thống nhất, không biên giới, chia sẻ di sản chung của người La Tinh là chủ đề được tái hiện nổi bật trong các hoạt động cách mạng sau này của ông. Khi trở về Argentina, ông hoàn thành việc học và nhận bằng y khoa vào tháng 6 năm 1953.
Guevara sau đó nhận xét rằng, trong những chuyến du lịch ở Châu Mỹ La Tinh, ông đã "tiếp xúc gần gũi với nghèo đói và bệnh tật" cùng với việc "không thể chữa trị cho một đứa trẻ vì thiếu tiền" và "sự choáng váng do liên tục bị đói và bị trừng phạt" khiến người cha "chấp nhận việc mất con trai như một tai nạn không đáng kể". Guevara kể lại những kinh nghiệm này đã thuyết phục ông rằng để "giúp đỡ những người này", ông cần phải rời bỏ lĩnh vực y học và xem xét lĩnh vực chính trị về đấu tranh vũ trang.

## Hoạt động chính trị ban đầu

### Hoạt động ở Guatemala
Ernesto Guevara chỉ ở Guatemala hơn 9 tháng. Vào ngày 7 tháng 7 năm 1953, Guevara lại lên đường đến Bolivia, Peru, Ecuador, Panama, Costa Rica, Nicaragua, Honduras và El Salvador. Vào ngày 10 tháng 12 năm 1953, trước khi lên đường đến Guatemala, Guevara đã gửi một lá thư cho dì Beatriz của mình từ San José, Costa Rica. Trong bức thư Guevara nói về việc vượt qua quyền thống trị của United Fruit Company, một hành trình thuyết phục ông rằng hệ thống tư bản chủ nghĩa của công ty này gây bất lợi cho người dân bình thường. Ông sử dụng giọng điệu hung hãn để khiến những người thân bảo thủ hơn của mình sợ hãi, và bức thư kết thúc bằng việc Guevara tuyên thệ trước hình ảnh của Joseph Stalin vừa mới qua đời, sẽ không nghỉ ngơi cho đến khi những "con bạch tuộc này bị tiêu diệt". Cuối tháng đó, Guevara đến Guatemala, nơi Tổng thống Jacobo Árbenz đứng đầu một chính phủ được bầu cử dân chủ, thông qua cải cách ruộng đất và các sáng kiến khác, đang cố gắng chấm dứt hệ thống nông nghiệp Latifundium. Để thực hiện được điều này, Tổng thống Árbenz đã ban hành một chương trình cải cách ruộng đất lớn, trong đó tất cả các phần đất đai rộng lớn chưa được canh tác sẽ được phân phối lại cho nông dân không có đất. Chủ sở hữu đất lớn nhất và bị ảnh hưởng nhiều nhất bởi cải cách là United Fruit Company, từ đó chính phủ Árbenz đã lấy hơn 225.000 mẫu Anh (91.000 ha) đất hoang hóa. Hài lòng với hướng đi mà đất nước đang hướng tới, Guevara quyết định sinh sống ở Guatemala để "hoàn thiện bản thân và hoàn thành bất cứ điều gì cần thiết để trở thành một nhà cách mạng thực sự".

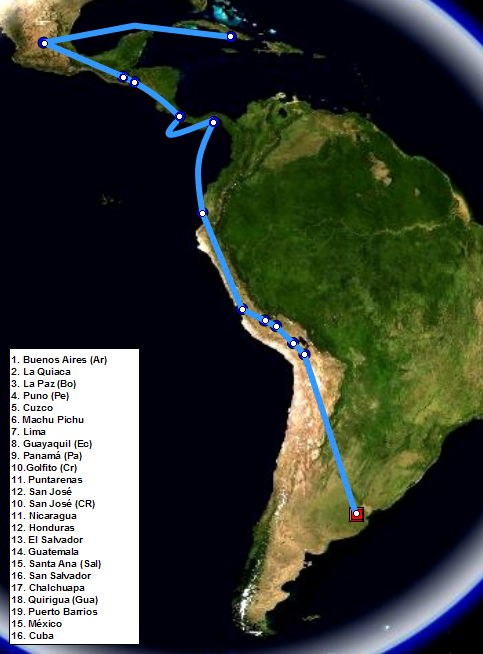
Bản đồ các chuyến đi của Che Guevara từ năm 1953 đến năm 1956, bao gồm cả hành trình của ông trên chiếc Granma

Tại Thành phố Guatemala, Guevara đã tìm đến Hilda Gadea Acosta, một nhà kinh tế người Peru, người có mối quan hệ tốt về mặt chính trị với tư cách là thành viên của phe cánh tả, Alianza Popular Revolucionaria Americana (APRA). Cô giới thiệu Guevara với một số quan chức cấp cao trong chính phủ Árbenz. Guevara sau đó thiết lập liên lạc với một nhóm người Cuba lưu vong có liên hệ với Fidel Castro thông qua cuộc tấn công ngày 26 tháng 7 năm 1953 vào Doanh trại Moncada ở Santiago de Cuba. Trong thời gian này, ông có được biệt danh nổi tiếng do thường xuyên sử dụng cách diễn đạt che của người Argentina (một dấu hiệu diễn ngôn đa mục đích, giống như âm tiết "eh" trong tiếng Anh Canada). Trong thời gian ở Guatemala, Guevara được những người lưu vong Trung Mỹ khác tiếp đón, một trong số họ có Helena Leiva de Holst, đã cung cấp thức ăn và chỗ ở cho ông, đã thảo luận về chuyến đi của cô để nghiên cứu chủ nghĩa Mác ở Nga và Trung Quốc,[61] và Guevara đã dành tặng bài thơ "Invitación al camino".
Vào tháng 5 năm 1954, một con tàu chở vũ khí bộ binh và pháo hạng nhẹ được Cộng hòa Xã hội chủ nghĩa Tiệp Khắc gửi đến cho chính phủ Árbenz và đến Puerto Barrios. Kết quả là, chính phủ Hoa Kỳ — từ năm 1953 đã được Tổng thống Eisenhower giao nhiệm vụ loại bỏ Árbenz khỏi quyền lực trong chiến dịch nhiều mặt của CIA có mật danh là PBSuccess — đã phản ứng bằng cách tấn công Guatemala thông qua tuyên truyền chống Árbenz qua đài phát thanh và truyền đơn thả trên không, và bắt đầu ném bom bằng máy bay không rõ nhãn hiệu. Hoa Kỳ cũng tài trợ cho một lực lượng vũ trang gồm hàng trăm người tị nạn Guatemala chống Árbenz và lính đánh thuê do Carlos Castillo Armas đứng đầu để giúp loại bỏ chính phủ Árbenz. Vào ngày 27 tháng 6, Árbenz quyết định từ chức. Điều này cho phép Armas và lực lượng được CIA hỗ trợ của ông tiến vào Thành phố Guatemala và thành lập chính quyền quân sự, bầu Armas làm tổng thống vào ngày 7 tháng 7. Chế độ Armas sau đó củng cố quyền lực bằng cách vây bắt và xử tử những người bị nghi ngờ là cộng sản, đồng thời đè bẹp các liên đoàn lao động từng phát triển mạnh mẽ trước đó[68] và đảo ngược các cải cách nông nghiệp trước đây.
Guevara háo hức chiến đấu thay mặt Árbenz và tham gia lực lượng dân quân vũ trang do thanh niên cộng sản tổ chức vì mục đích đó. Tuy nhiên, thất vọng vì nhóm đó không hoạt động, Guevara sớm quay trở lại nhiệm vụ y tế. Sau cuộc đảo chính, ông lại tình nguyện chiến đấu, nhưng ngay sau đó, Árbenz đã ẩn náu trong đại sứ quán Mexico và yêu cầu những người nước ngoài ủng hộ mình rời khỏi Guatemala. Những lời kêu gọi phản kháng liên tục của Guevara đã được những người ủng hộ cuộc đảo chính ghi nhận và ông bị kết tội giết người. Sau khi Gadea bị bắt, Guevara tìm kiếm sự bảo vệ bên trong lãnh sự quán Argentina, nơi ông ở lại cho đến khi nhận được giấy thông hành an toàn vài tuần sau đó và lên đường đến Mexico.
Việc lật đổ chế độ Árbenz và thành lập chế độ độc tài cánh hữu Armas đã củng cố quan điểm của Guevara về Hoa Kỳ như một cường quốc đế quốc phản đối và cố gắng tiêu diệt bất kỳ chính phủ nào tìm cách khắc phục tình trạng bất bình đẳng kinh tế xã hội đặc hữu ở Mỹ La Tinh và các nước đang phát triển khác. Khi nói về cuộc đảo chính, Guevara nói:
"Nền dân chủ cách mạng Mỹ Latinh cuối cùng - của Jacobo Árbenz - đã thất bại do sự xâm lược lạnh lùng có tính toán trước của Hoa Kỳ. Người đứng đầu rõ ràng của nó là Ngoại trưởng John Foster Dulles, một người đàn ông, thông qua một sự trùng hợp hiếm hoi, cũng là cổ đông và luật sư của United Fruit Company."

Niềm tin của Guevara củng cố rằng chủ nghĩa Marx, đạt được thông qua đấu tranh vũ trang và được quần chúng có vũ trang bảo vệ, là cách duy nhất để khắc phục những tình trạng đó. Gadea sau đó đã viết, "Chính Guatemala cuối cùng đã thuyết phục được ông ấy về sự cần thiết của đấu tranh vũ trang và chủ động chống lại chủ nghĩa đế quốc. Vào thời điểm ông ấy rời đi, ông ấy đã chắc chắn về điều này".

### Lưu vong ở Mexico

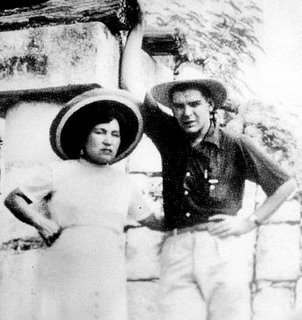
Guevara cùng người vợ đầu tiên Hilda Gadea tại Chichen Itza trong chuyến đi hưởng tuần trăng mật của họ

Guevara đến Thành phố Mexico vào ngày 21 tháng 9 năm 1954, và làm việc tại khoa dị ứng của Bệnh viện Đa khoa và Bệnh viện Infantil de Mexico. Ngoài ra, ông còn giảng dạy về y học tại Khoa Y thuộc Đại học Tự trị Quốc gia México và làm phóng viên ảnh tin tức cho Thông tấn xã Latina. Người vợ đầu tiên của ông, Hilda, ghi lại trong cuốn hồi ký "My Life with Che" rằng trong một thời gian, Guevara đã cân nhắc việc đi làm bác sĩ ở Châu Phi và ông tiếp tục gặp rắc rối sâu sắc bởi sự nghèo đói xung quanh mình. Trong một trường hợp, Hilda mô tả nỗi ám ảnh của Guevara với một bà thợ giặt lớn tuổi mà ông đang điều trị, nhận xét rằng ông coi bà ấy là "đại diện của tầng lớp bị lãng quên và bị bóc lột nhất". Hilda sau đó đã tìm thấy một bài thơ mà Che đã viết tặng bà lão, trong đó có "lời hứa đấu tranh vì một thế giới tốt đẹp hơn, vì một cuộc sống tốt đẹp hơn cho tất cả những người nghèo và bị bóc lột".
Trong thời gian này, ông nối lại tình bạn với Ñico López và những người Cuba lưu vong khác mà ông đã gặp ở Guatemala. Vào tháng 6 năm 1955, López giới thiệu ông với Raúl Castro, người sau đó đã giới thiệu ông với anh trai mình, Fidel Castro, nhà lãnh đạo cách mạng, người đã thành lập Phong trào 26 tháng 7 và hiện đang âm mưu lật đổ chế độ độc tài của Fulgencio Batista. Trong cuộc trò chuyện dài với Fidel vào đêm gặp gỡ đầu tiên, Guevara kết luận rằng lý tưởng của người Cuba chính là lý tưởng mà ông đã tìm kiếm và trước bình minh ông đã đăng ký làm thành viên của Phong trào 26 tháng 7. Bất chấp "tính cách trái ngược nhau" của họ, từ thời điểm này Che và Fidel bắt đầu nuôi dưỡng điều mà người viết tiểu sử kép Simon Reid-Henry coi là "tình bạn mang tính cách mạng sẽ thay đổi thế giới", do họ cùng cam kết chống chủ nghĩa đế quốc.
Vào thời điểm này trong cuộc đời Guevara, ông cho rằng các tập đoàn do Hoa Kỳ kiểm soát đã thiết lập và ủng hộ các chế độ đàn áp trên khắp thế giới. Theo quan điểm này, ông coi Batista là "con rối của Mỹ cần bị cắt dây". Mặc dù dự định trở thành bác sĩ chiến đấu của nhóm nhưng Guevara vẫn tham gia huấn luyện quân sự cùng các thành viên của Phong trào. Phần quan trọng của quá trình huấn luyện liên quan đến việc học các chiến thuật đánh và rút lui trong chiến tranh du kích. Guevara và những người khác đã trải qua những cuộc hành quân gian khổ kéo dài 15 giờ vượt núi, vượt sông và xuyên qua những bụi cây rậm rạp, học hỏi và hoàn thiện các quy trình phục kích và rút lui nhanh chóng. Ngay từ đầu Guevara đã là "học trò ưu tú" của huấn luyện viên Alberto Bayo trong số những người đang được huấn luyện, đạt điểm cao nhất trong tất cả các bài kiểm tra được đưa ra. Cuối khóa học, ông được Tướng Bayo gọi là "người du kích giỏi nhất trong số họ".
Guevara sau đó kết hôn với Hilda ở Mexico vào tháng 9 năm 1955, trước khi bắt tay vào kế hoạch hỗ trợ giải phóng Cuba.

## Chiến đấu
Tháng 4 năm 1956, ông bắt đầu được huấn luyện quân sự cùng với những người Cuba khác và được đánh giá là một trong những học viên xuất sắc nhất.
Hai tháng sau, ngày 24 tháng 6, Che và Fidel cùng những người Cuba lưu vong khác đã bị chính quyền Mexico bắt giữ và giam tại nhà tù Miguel Schultz. Ngày 31 tháng 7 họ ra tù và lại tiếp tục khóa huấn luyện.
Ngày 25 tháng 11 năm 1956 cùng với 82 người khác vượt biển trở về Cuba trên con tàu Granma (là từ viết tắt của Grandmother — bà) với tư cách là một thành viên trong Tổng tham mưu của quân du kích. Ngày 2 tháng 12 họ đã bí mật đổ bộ lên hòn đảo Cuba.

### Chiến tranh du kích
Sau khi đổ bộ vào đảo quốc Cuba, quân du kích đã sử dụng nghệ thuật chiến tranh du kích, phát động nhiều cuộc chiến như: trận Algeria del Pio (21 thành viên bị tử trận) chiếm giữ được trại La Plata, trận Arroyo del Infierno, El Uvero... Nhờ sử dụng chiến tranh du kích nên chỉ với lực lượng ít nhưng họ vẫn giành nhiều chiến thắng quan trọng như vào tháng 6 năm 1958, 320 quân cách mạng đã phải chống lại 1 vạn quân chính quy của chế độ Batista. Cuộc chiến kết thúc, chính quyền vẫn không tiêu diệt được quân cách mạng.
Ngày 21 tháng 7 năm 1957, Che được Fidel Castro thăng hàm Thiếu tá trước cả Raul Castro và Juan Almeida và giao trách nhiệm thành lập Đội quân số 4 của quân nổi dậy. Chỉ một tháng sau đó, Che đã lãnh đạo quân của mình chiến thắng tại trận El Hombrito (ngày 30 tháng 8).

### Trận đánh quyết định
Tháng 8 năm 1958 Che Guevara và Camilo Cienfuesgos lãnh đạo các đội quân của mình bắt đầu phát động "cuộc xâm chiếm" từ phía tây đảo quốc. Họ đã hành quân chặng đường 554 km trong 47 ngày với quân dụng nghèo nàn, chủ yếu là đi bộ. Theo một hiệp ước sau đó, giữa các lực lượng, Che thống nhất chỉ huy các nhóm quân chống chế độ Batista. Quân nổi dậy bắt đầu tấn công vào Santa Clara, trung tâm kinh tế, đầu mối giao thông quan trọng. Ngày 31 tháng 8 năm 1958 quân nổi dậy chiếm được Santa Clara làm cho chế độ Batista nhanh chóng đi vào chỗ diệt vong. Batista phải chạy trốn ra nước ngoài, bắt đầu cuộc sống lưu vong.
Ngày 4 tháng 1 năm 1959 Che cùng với những chỉ huy quân nổi dậy khác tiến vào La Habana trên vị thế của những người chiến thắng.

## Tham gia chính quyền

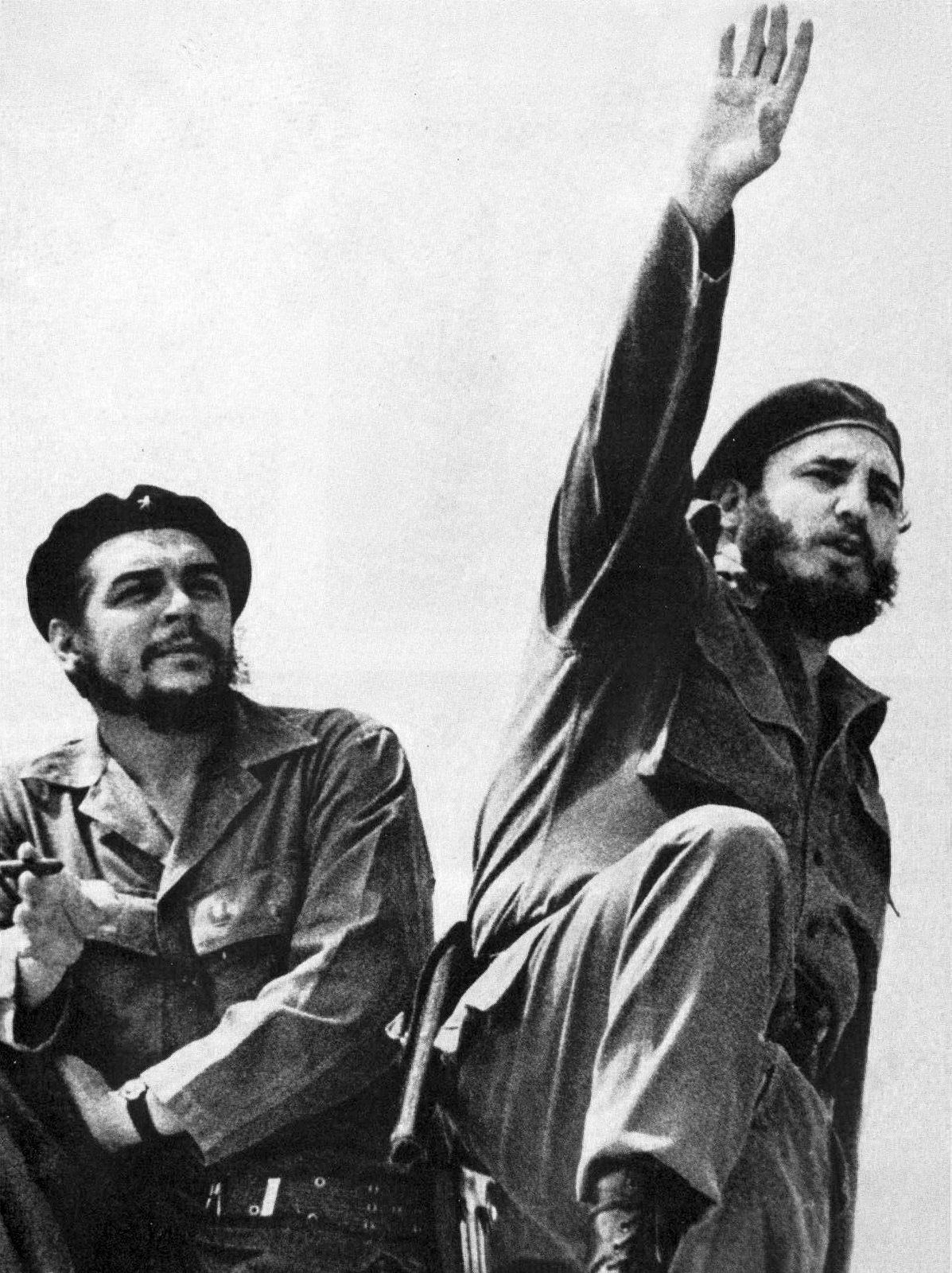
Che Guevara và Fidel Castro

Chính quyền mới của quân cách mạng được thành lập, Che là một trong bộ ba lãnh đạo gồm (Che, Fidel Castro và Raul Castro) của đất nước này. Sau những đóng góp của mình cho đảo quốc này, Che được trao quyền công dân Cuba. Ngày 8 tháng 10 năm 1959 Che được bổ nhiệm giữ chức Trưởng ban Nông nghiệp của Viện Cải cách ruộng đất quốc gia. Với cương vị này, Che đã ra quyết định tịch thu toàn bộ ruộng đất tư hữu. Ngày 26 tháng 11 được bổ nhiệm giữ chức Chủ tịch Ngân hàng quốc gia.
Tuy nhiên, có vẻ đây không phải là một vị trí thích hợp với ông, bởi Che rất coi thường đồng tiền, và ông thể hiện điều này bằng cách ký trên các tờ tiền mới chỉ với bí danh của mình.
Tháng 4 năm 1960 Che kiêm nhiệm thêm chức chỉ huy Ban huấn luyện lực lượng vũ trang cách mạng. Tháng 2 năm 1961 được bầu làm Bộ trưởng Bộ Công nghiệp, Che đã ra quyết định đặt hàng trăm công ty quốc doanh dưới quyền kiểm soát của Trung ương. Với nhiệm vụ này, ông thường xuyên đi khắp thế giới trên cương vị là một đại diện của Cuba.
Thời gian này xảy ra nhiều sự kiện ảnh hưởng tới Cuba như sự kiện Vịnh Con Lợn, Hoa Kỳ cấm vận, khủng hoảng tên lửa, khủng hoảng ngoại giao... Qua Khủng hoảng tên lửa Cuba Guevara càng tin tưởng là hai siêu cường thế giới (Hoa Kỳ và Liên Xô) đã coi Cuba như là nơi mặc cả trong chiến lược toàn cầu của họ, ông tin rằng hành động xuống thang của Liên Xô cho thấy nước này không sẵn lòng mạo hiểm để trợ giúp cho cách mạng các nước Mỹ Latinh. Sau đó ông lên án Liên Xô hầu như thường trực như ông đã làm đối với Hoa Kỳ. Bài diễn văn phát biểu của ông tại Algérie ngày 25 tháng 2 năm 1965 chỉ trích Liên Xô đã không giúp đỡ đủ tích cực cho cuộc đấu tranh giải phóng nhân dân bị áp bức trên thế giới.

## Tiếp tục chiến đấu
Đảm đương cương vị Chủ tịch Ngân hàng Nhà nước và Bộ trưởng Công nghiệp trong chính phủ cách mạng Cuba, Che luôn kêu gọi xây dựng xã hội mới, nơi con người mới biết sống vì mọi người, vì chủ nghĩa quốc tế.
Tháng 3 năm 1963, mặc dù bị bệnh hen hành hạ từ nhỏ, Che quyết định từ nhiệm mọi cương vị kể cả quyền công dân Cuba để lên đường thực hiện mong muốn tiếp tục được cống hiến cho sự nghiệp tranh đấu giành tự do của các dân tộc bị áp bức. Ông từ biệt vợ con để lên đường tiếp tục cuộc cách mạng giải phóng Mỹ Latinh, để "Tạo ra một, hai, ba và rất nhiều Việt Nam" - như lời ông nói- vào thời khắc cuộc chiến tranh chống Mỹ ở Việt Nam bước sang giai đoạn quyết liệt.
Quyết định ra đi được đưa ra vào đúng lúc con đường công danh đang rộng mở đối với Che khiến dư luận không khỏi hồ nghi có những khuất tất. Đã không ít ý kiến cho rằng: đằng sau sự ra đi đó có sự ép buộc khiên cưỡng của 2 anh em nhà Castro... Tuy nhiên, trong bức thư gửi Chủ tịch Fidel mà sau được chính Fidel đọc trong buổi lễ thành lập Đảng Cộng sản Cuba, Che đã nói rõ việc ông thôi giữ cương vị lãnh đạo là hoàn toàn tự nguyện, thề theo tiếng gọi của trái tim yêu tự do, khao khát hòa bình và cống hiến cho sự nghiệp cách mạng, cho sự nghiệp giải phóng loài người khỏi áp bức và bất công. Thư viết:
Tôi cảm thấy đã hoàn thành phần nghĩa vụ của mình liên quan đến cách mạng Cuba trên lãnh thổ Cuba và tôi xin từ biệt anh, từ biệt các đồng chí, từ biệt nhân dân của anh, mà cũng đã trở thành của tôi. Tôi chính thức từ bỏ mọi chức vụ trong ban lãnh đạo đảng, chức bộ trưởng, cấp bậc tư lệnh, tư cách là người Cuba...
Những miền đất khác trên thế giới đang đòi hỏi sức lực khiêm tốn của tôi... Tôi để lại một đất nước đã chấp nhận tôi như một người con... Trên những chiến trường khác tôi sẽ mang theo niềm tin mà anh đã vun đắp cho tôi, mang theo tinh thần cách mạng của nhân dân tôi, mang theo ý chí thực hiện nghĩa vụ quan trọng nhất: chiến đấu chống lại chủ nghĩa đế quốc ở bất kỳ nơi nào...
Dù đến bất cứ đâu, tôi cũng sẽ cảm nhận trách nhiệm của một người cách mạng Cuba và sẽ hành động như vậy...
Hẹn đến ngày toàn thắng. Tổ quốc hay là chết!"
Đầu tháng 4 năm 1963, Che cùng một số người khác rời Cuba đi Congo. Tại đây, sau những dự định không thành, họ đã rút đi (tháng 11 năm 1965). Tháng 3 năm 1966 Che đến Praha (Tiệp Khắc), rồi bí mật trở về Cuba (tháng 7 năm 1966) lên kế hoạch cho chiến dịch Bolivia.
Đầu tháng 10 năm 1967, Che và một số chiến hữu dùng thông hành giả để đến La Paz (thủ đô của Bolivia). Từ La Paz họ bí mật vào rừng thành lập một nhóm du kích quân, với mục đích tạo nên một hạt nhân đấu tranh thí điểm nhằm giải phóng cả châu Mỹ Latinh. Sau 11 tháng hoạt động ( từng chi tiết hoạt động được Che ghi lại trong nhật ký mà sau này được phổ biến rộng rãi với tên "Nhật ký của Che Guevara tại Bolivia"), dần dần tổ chức của ông bị bại lộ và cuối cùng thất bại.
Với chiến thuật phục kích, tổ chức của Che đã giành thắng lợi trong một số trận đánh nhỏ. Nhưng do có phần tử nội phản, căn cứ và hoạt động của tổ chức bị phát hiện. Để tránh sự truy quét của kẻ địch, tổ chức quyết định chuyển căn cứ. Nhưng tổ chức của ông bị cô lập. Mọi người bị thiếu lương thực trầm trọng và mang bệnh tật. Chính ông bị cơn suyển là căn bệnh cố hữu hành hạ mỗi lúc một nguy ngập vì thiếu thuốc men. Cả nhóm phải giết ngựa, lừa là phương tiện tải quân trong rừng, để ăn. Các đồng chí thân cận bên ông dần dần bị tử trận. Cuối cùng, ông bị bắt ngày 7 tháng 10 năm 1967 trong tình trạng bị thương ở chân, sau một cuộc giao tranh trong lúc ông và các chiến hữu đang tìm đường thoát ra khỏi rừng ở vùng Quebrada del Yuro. Ông thậm chí không thể tự sát: khẩu carbine của ông đã bị một loạt đạn pháo bắn nát. Ông bị giam giữ suốt đêm tại ngôi trường trong làng. Trong tình trạng tuyệt vọng, Che vẫn giữ vững niềm tin về tính đúng đắn của sự nghiệp mà ông theo đuổi.

## Bị xử tử
Cuối giờ sáng ngày 9 tháng 10, tổng thống Bolovia René Barrientos ra lệnh xử tử Che Guevara. Lệnh được gửi đến đơn vị Các nhiệm vụ đặc biệt của CIA  đang giữ Che, mặc dù chính phủ Mỹ mong muốn đưa Che đến Panama để tiếp trục tra hỏi. Một trung sĩ 27 tuổi của quân đội Bolivia, Mario Terán, trong tình trạng ngật ngưỡng say rượu, đã tình nguyện thực hiện vụ hành quyết, với lí do có ba người bạn cùng đơn vị và cùng tên Mario đã bị chết vài ngày trước đó trong cuộc đụng độ với lực lượng du kích của Che.
Ông bị hành quyết ngày 9 tháng 10 năm 1967. Theo Felix Rodriguez, một trong các điệp viên CIA ở Bolivia đã phát hiện căn cứ của quân du kích và ra lệnh tử hình các chiến sĩ cách mạng thì Che Guevara, lúc đó đã bị thương và áo quần rách nát..
Để làm cho các vết thương do đạn có vẻ khớp với câu chuyện chính thức công bố, Felix Rodriguez đã lệnh cho người xạ thủ ngắm bắn cẩn thận để các vết thương này trông giống như thể Che đã bị giết trong một cuộc chạm súng với quân đội Bolivia, và như vậy sẽ giúp che giấu vụ ám sát bí mật. Sau đó họ còn chặt đi một bàn tay của Che.. Đại uý Gary Prado, chỉ huy lực lượng quân đội Bolivia đã bắt sống Guevara cho rằng, lý do mà Barrientos muốn xử tử Guevara ngay lập tức vì lo sợ Guevara có thể thoát khỏi nhà tù, cũng như không cần một phiên toà xử công khai nơi các đối thủ chính trị có thể tận dụng.
Khoảng 30 phút trước khi Guevara bị giết, Félix Rodríguez đã cố gắng hỏi Che về tung tích của những chiến binh du kích khác hiện đang lẩn trốn, nhưng Guevara tiếp tục giữ im lặng. Rodríguez, được hỗ trợ bởi một vài người lính Bolivia, đã giúp Guevara đứng dậy và đưa ra ngoài túp lều trước những người lính Bolivia khác. Félix Rodríguez chụp ảnh với Guevara, khi một người lính khác chụp ảnh Rodríguez cùng những người lính khác đứng bên cạnh Guevara. Sau đó, Rodríguez nói với Guevara rằng ông sẽ bị hành quyết. Một lúc sau, một trong những người lính Bolivia canh giữ Che Guevara hỏi liệu ông có nghĩ về sự bất tử của mình không. "Không", Che ấy trả lời, "Tôi đang nghĩ về sự bất tử của cuộc cách mạng".
Vài phút sau, trung sĩ Terán bước vào túp lều để bắn anh ta, sau đó Guevara được cho là đã đứng dậy và nói với Terán những lời cuối cùng của mình: "Tao biết mày đến để giết tao. Cứ bắn đi, đồ hèn, cùng lắm chúng mày chỉ giết được một con người thôi". Terán do dự, rồi chĩa khẩu carbine M2 nổ súng, trúng vào tay và chân Che Guevara. Sau đó, khi Guevara quằn quại trên mặt đất, dường như đã cắn vào một cổ tay của mình để không bật lên tiếng kêu, Terán đã bắn một phát khác, khiến Che bị thương nặng ở ngực. Guevara được tuyên bố là đã chết lúc 1:10 chiều giờ địa phương theo Rodríguez. Tổng cộng, Guevara đã bị Terán bắn chín phát. Bao gồm năm viên đạn vào chân, vai và cánh tay phải, vào ngực và cổ họng mỗi chỗ một viên.
Sau vụ hành hình, hình ảnh ông nằm bất động, đôi mắt vẫn mở to - còn ám ảnh tâm trí hàng triệu người. Trong buổi lễ tưởng niệm ở Rosario, quê hương nơi ông ra đời, linh mục Hernán Benítez đã nói: "Hai phần ba nhân loại bị áp bức bị chấn động vì cái chết của Che. Một phần ba còn lại thuộc về Che hoàn toàn. Che đã đón nhận cái chết với tất cả đặc trưng của những anh hùng thần thoại, những người sống mãi trong lương tâm nhân loại..." Bàn tay này sau đó được gửi cho lãnh đạo Cuba Fidel Castro nhằm uy hiếp ông. Một nhân viên CIA còn cắt một lọn tóc và lấy đi một số kỉ vật của ông (cuối năm 2007, lọn tóc được bán đấu giá hơn 100 ngàn USD, trong khi lọn tóc của cố Tổng thống Mỹ Abraham Lincoln trước đây chỉ đấu giá được 25.000 USD)
Chính quyền Barrientos chôn giấu xác ông, và mãi đến ba mươi năm sau, vào ngày 17 tháng 10 năm 1997, hài cốt ông cùng bảy người khác tại một ngôi mộ tập thể không được đánh dấu mới được khai quật và tìm thấy, mang về Cuba và mai táng tại Santa Clara, nơi ông đã lập chiến công lớn ở đó, quyết định sự thành công của Cách mạng Cuba.
Nguyên nhân dẫn đến sự thất bại của chiến dịch Bolivia chính bởi:
- Tổ chức của Che chưa được nhân dân Bolivia lúc đó tin tưởng ủng hộ; chính quyền Cuba hậu thuẫn triệt để; chưa thực sự liên kết được các cuộc đấu tranh
- Lực lượng yếu, trang bị thô sơ, chưa có chiến lược và sách lược đúng đắn phù hợp, trong khi kẻ thù mạnh, lớn
- Thời cơ chưa chín muồi để cách mạng diễn ra rộng khắp và thành công.

Mặc dù thất bại, tên tuổi và ảnh hưởng của Che mỗi ngày một lan rộng khắp châu Mỹ Latinh và cả thế giới. Ông đã trở thành một biểu tượng của sự đấu tranh, của tình nhân ái, hy sinh thân mình chống lại áp bức và nghèo đói để đem lại sự công bằng cho mọi người. Có người ví ông như Don Quijote (Đông Kihôtê) chiến đấu vì người bị áp bức. Trong tài liệu được giải mật gần đây gửi Tổng thống Mỹ lúc bấy giờ là Lyndon B. Johnson, cố vấn cao cấp Walt Rostow đã gọi quyết định giết hại Che là "ngu xuẩn". Nhiều nhà nghiên cứu khác cũng thừa nhận sai lầm lớn của Mỹ là đã cho lưu hành bức hình Che Guevara sau khi ông bị giết, nó khiến cho người ta liên tưởng tới "hình ảnh Giê-su chịu nạn" vì đức tin của mình.
Học giả phương Tây - Ariel Dorfman đã viết: "Đối với những con người không bao giờ theo bước Che, bị chìm đắm trong thế giới đầy hoài nghi yếm thế, sự tự tư tự lợi và nền công nghiệp tiêu thụ điên cuồng này, còn có gì hấp dẫn hơn thái độ khinh bạc của Che đối với những tiện nghi vật chất và những ham muốn tầm thường. Có thể nói rằng, đó là phẩm chất riêng biệt độc đáo của Che và không thể có bản sao thứ hai của ông trong thế giới này, đây là điều khiến ông trở nên cực kỳ quyến rũ".

## Gia đình
Cuộc hôn nhân đầu tiên của Che là với Hilda Gadea. Hôn lễ được tổ chức ngày 18 tháng 8 năm 1955, lúc đó Hilda đang mang thai. Ngày 15 tháng 2 năm 1956 đứa con đầu lòng chào đời, được đặt tên là Hilda Beatriz. Cuộc hôn nhân tồn tại chưa đến 4 năm, tháng 1 năm 1959 hai người ly hôn.
Tháng 6 năm 1959, Che kết hôn cùng Aleida March, một nữ chiến sĩ cách mạng cùng hoạt động ở Cuba. Hai người có với nhau 4 người con.
Trước khi lên đường, Che đã gửi một bức thư dặn dò con mình mà sau này đã trở nên nổi tiếng. Thư viết:
"Gửi các con của ba...
Nếu có lần nào các con phải đọc lá thư này là bởi vì ba không còn với các con nữa.
Có thể các con sẽ không nhớ gì về ba và các con bé hơn thì chắc sẽ không nhớ gì.
Ba của các con là một người hành động như suy nghĩ và chắc chắn đã trung thành với những niềm tin của mình. Các con hãy lớn lên như những người cách mạng chân chính. Hãy học thật nhiều... Hãy nhớ rằng cách mạng là điều quan trọng nhất và nếu mỗi người chúng ta chia rẽ thì không có nghĩa lý gì...
Ba chào các con và vẫn mong gặp lại các con..."
Che còn có một con trai với một người tình, lúc đó còn là sinh viên, sau này là nhà báo Lilia Rosa López (1940), sinh năm 1964 ở Havanna, tên là Omar Pérez López. Omar lớn lên trở thành một nghệ sĩ và văn sĩ, và biết mình là con trai của Che vào năm 1989.

## Nhận định và di sản

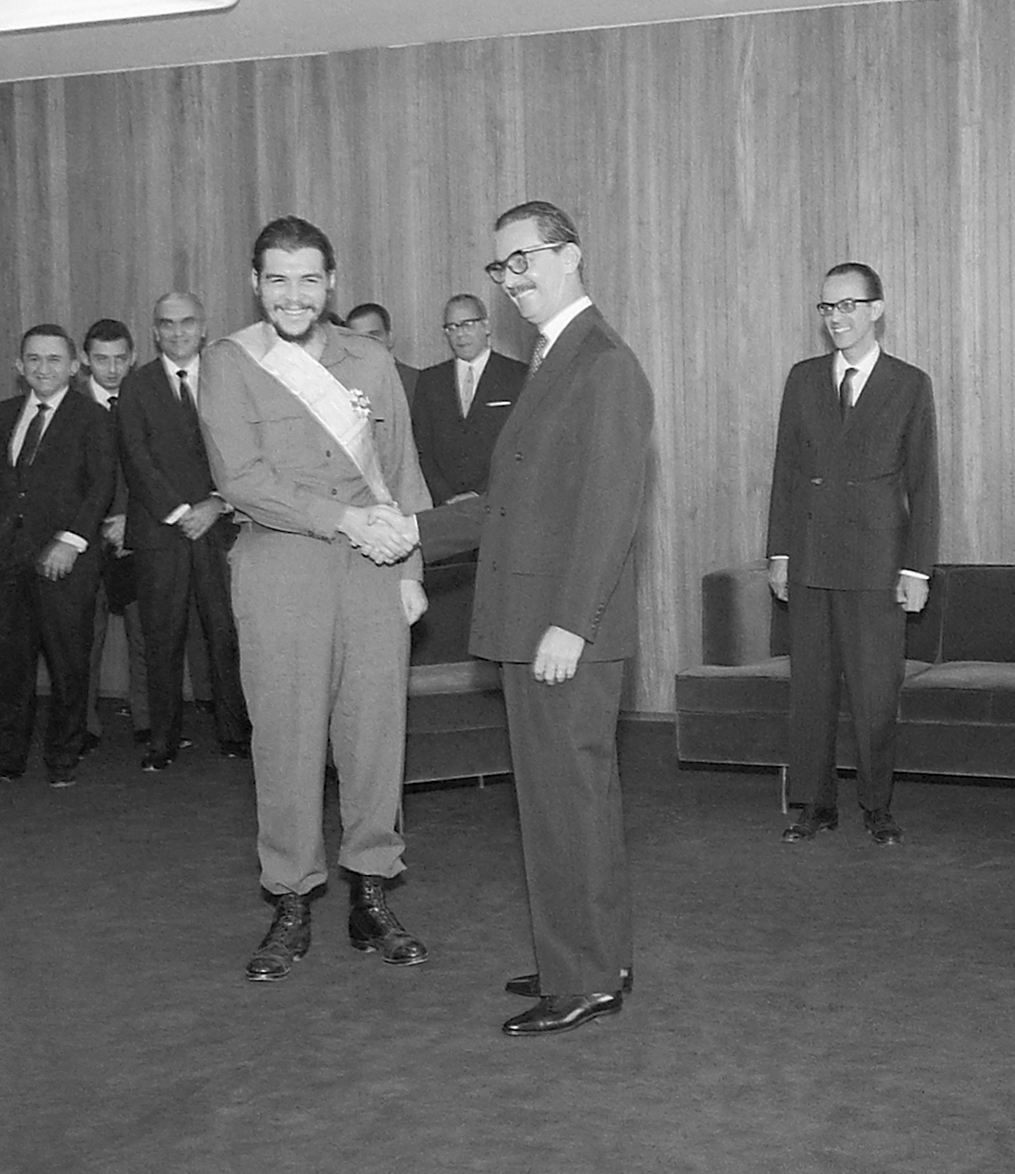
Tổng thống Brazil Jânio Quadros và Che Guevara, 1961.

### Sản phẩm của tinh thần Quốc tế
Chính trí thức thiên tả ở Pháp, kể cả Jean-Paul Sartre và Simone de Beauvoir, đã ngưỡng mộ Che và góp phần đưa Che thành một huyền thoại, một biểu tượng toàn cầu với phong cách lãng mạn cách mạng tuyệt vời. Che được ngợi ca như một người đã thoát ra khỏi mọi tư tưởng đố kỵ, mọi ràng buộc giai cấp, dân tộc nhỏ nhen, và là người tiên phong cho lý tưởng đấu tranh cho sự tiến bộ của toàn nhân loại.
Sau khi qua đời, Che vẫn sống trong hàng trăm khúc ca, trong những kỉ vật quen thuộc, những cuốn phim - mới đây nhất là cuốn về cuộc đời Che dài hơn 4 tiếng của đạo diễn Steven Soderbergh giành giải Cành cọ Vàng cho diễn viên xuất sắc nhất vào vai Che tại liên hoan phim Cannes. Che vẫn hiện diện trong cuộc sống. Hình ảnh Che có trên các biểu ngữ, trên những tấm áo thun. Ca sĩ nổi tiếng Santana đã mặc chiếc áo in hình Che, đội mũ beret kiểu Che Guevara tại lễ trao giải Oscar năm 2005 được phát đi rộng rãi trên truyền hình Mỹ. Người Bôlivia gọi ông là Thánh Ernest. Tại nhà thờ ở vùng La Higuera nơi Che hy sinh, các tín đồ đã đặt tượng và ảnh Che bên cạnh hình chúa Giêsu và Đức Mẹ Đồng Trinh. Người kinh doanh tranh thủ hình ảnh Che để kiếm tiền. Đã có bia Che, Che Cola, kem Che, bật lửa Zippo Che, mũ Che, áo thun Che, đồng hồ, ví tiền và cả búp bê Che. Có người đã nói đùa: "Chủ nghĩa tư bản nghiến ngấu và xơi tất, kể cả kẻ thù tồi tệ nhất của nó...".

### Cáo buộc vềPhân biệt chủng tộc
Che nhiều lần chỉ trích chính phủ Mỹ về tình trạng phân biệt chủng tộc tại nước này. Tuy nhiên, có người cho rằng trong cuốn nhật ký có tên là The Motorcycle Diaries của mình, Che đã bày tỏ rõ sự kỳ thị đối với những người da đen. Ông gọi người da đen là "ví dụ tuyệt vời về chủng tộc châu Phi, những người đã duy trì sự thuần chủng chủng tộc của họ nhờ vào việc lười tắm rửa". Ông cũng viết trong cuốn nhật ký của mình như sau: "Người da đen là những kẻ dơ dáy và thích mơ mộng; chỉ thích chi tiêu những đồng lương ít ỏi của họ vào những thứ phù phiếm hoặc rượu chè". Tuy nhiên, người viết tiểu sử Jon Lee Anderson đã giải thích lý do của câu nói này. Khi đó, Che Guevara và người bạn Alberto Granado vừa mới đến thành phố Caracas, Venezuela, nơi được bao phủ bởi các "khu ổ chuột công nhân" bao gồm chủ yếu là người gốc Phi da đen và người Tây Ban Nha. Câu nói của Che cần phải được đặt trong cả đoạn văn, Che không có ý chê bai đặc điểm chủng tộc mà ông đơn thuần nói đến sự khác biệt về văn hóa, thái độ với công việc đã tác động ra sao đến đời sống của các nhóm sắc tộc sống tại đây: "Những người da đen, ví dụ tuyệt vời về chủng tộc Châu Phi, những người đã duy trì sự thuần chủng chủng tộc của họ nhờ vào việc lười tắm rửa, đã thấy nơi cư trú của họ bị xâm lấn bởi một loại nô lệ khác: Người gốc Bồ Đào Nha. Cả hai chủng tộc này bây giờ có chung một trải nghiệm: Phân biệt đối xử, và sự nghèo đói đoàn kết họ trong một trận chiến hàng ngày để sống còn, nhưng thái độ của họ với cuộc sống khác nhau hoàn toàn: Người da đen là những kẻ dơ dáy và thích mơ mộng; chỉ thích chi tiêu những đồng lương ít ỏi của họ vào những thứ phù phiếm hoặc rượu chè; còn người châu Âu có truyền thống chăm làm và tiết kiệm, đã theo anh ta đến tận góc này của nước châu Mỹ và giúp anh ta thăng tiến, thậm chí trở nên độc lập nguyện vọng cá nhân của riêng mình"
Sau cuộc cách mạng Cuba năm 1959, có nguồn cho rằng ông từng nói ông không muốn giúp đỡ những người da đen: "Những gì chúng tôi làm cho người da đen sẽ tương tự với những gì mà họ đã đóng góp cho cuộc cách mạng. Ý tôi đó là: Không gì cả!" . Tuy nhiên, thực tế vào năm 1959, chính phủ Cuba (mà Che là một thành viên ban lãnh đạo) đã xây dựng "Luật 270", tuyên bố tất cả các cơ sở công cộng khác phải mở cửa cho tất cả các chủng tộc, không được phân biệt giữa người da trắng và da đen. Người vợ đầu tiên của Che, Hilda Gadea (ông kết hôn vào năm 1955) là một người Peru gốc da đen. Bạn của Che và cũng là vệ sĩ cá nhân (người luôn đi cùng ông vào mọi thời điểm sau năm 1959) là Harry "Pombo" Villegas cũng là một người Cuba gốc Phi (da đen). Pombo luôn ca ngợi Che và khẳng định rằng Che không hề đối xử mang tính phân biệt chủng tộc, và rằng nếu là người phân biệt chủng tộc thì Che Guevara đã không nhiều lần sang châu Phi chiến đấu cho người dân địa phương Những nhận xét gần đây của người từng theo sát Che để phiên dịch tiếng Swahili khi ông chiến đấu ở Congo (bác sĩ Freddy Ilanga) cho thấy rằng Che Guevara "cư xử với các chiến hữu người da đen với sự tôn trọng tương tự như với người da trắng".
Vào năm 1964, trong một bài phát biểu trước Liên hiệp quốc, Che Guevara đã tố cáo chủ nghĩa phân biệt chủng tộc tại Nam Phi: "Chúng tôi lên tiếng để bảo vệ thế giới chống lại những gì đang xảy ra ở Nam Phi. Chính sách tàn bạo của chế độ phân biệt chủng tộc được áp dụng ngay trước mắt của các quốc gia trên thế giới. Các dân tộc châu Phi buộc phải chịu đựng thực tế rằng trên lục địa châu Phi, sự áp bức của một chủng tộc này trên một chủng tộc khác vẫn là chính sách chính thức... Liên Hợp Quốc có thể làm gì để ngăn chặn điều này không?"

## Danh sách tác phẩm
Nguyên gốc do Ernesto "Che" Guevara viết bằng tiếng Tây Ban Nha, sau đó dịch sang tiếng Anh
- A New Society: Reflections for Today's World,   Ocean Press, 1996, ISBN 1-875284-06-0
- Back on the Road: A Journey Through Latin America,   Grove Press, 2002, ISBN 0-8021-3942-6
- Che Guevara, Cuba, and the Road to Socialism,   Pathfinder Press, 1991, ISBN 0-87348-643-9
- Che Guevara on Global Justice,   Ocean Press (AU), 2002, ISBN 1-876175-45-1
- Che Guevara: Radical Writings on Guerrilla Warfare, Politics and Revolution,   Filiquarian Publishing, 2006, ISBN 1-59986-999-3
- Che Guevara Reader: Writings on Politics & Revolution,   Ocean Press, 2003, ISBN 1-876175-69-9
- Che Guevara Speaks: Selected Speeches and Writings,   Pathfinder Press (NY), 1980, ISBN 0-87348-602-1
- Che Guevara Talks to Young People,   Pathfinder, 2000, ISBN 0-87348-911-X
- Che: The Diaries of Ernesto Che Guevara,   Ocean Press (AU), 2008, ISBN 1-920888-93-4
- Colonialism is Doomed,   Ministry of External Relations: Republic of Cuba, 1964, ASIN B0010AAN1K
- Critical Notes on Political Economy: A Revolutionary Humanist Approach to Marxist Economics   Ocean Press, 2008, ISBN 1-876175-55-9
- Episodes of the Cuban Revolutionary War, 1956–58,   Pathfinder Press (NY), 1996, ISBN 0-87348-824-5
- Guerrilla Warfare: Authorized Edition   Ocean Press, 2006, ISBN 1-920888-28-4
- Latin America: Awakening of a Continent,   Ocean Press, 2005, ISBN 1-876175-73-7
- Marx & Engels: An Introduction,   Ocean Press, 2007, ISBN 1-920888-92-6
- Our America And Theirs: Kennedy And The Alliance For Progress,   Ocean Press, 2006, ISBN 1-876175-81-8
- Reminiscences of the Cuban Revolutionary War: Authorized Edition   Ocean Press, 2005, ISBN 1-920888-33-0
- Self Portrait Che Guevara,   Ocean Press (AU), 2004, ISBN 1-876175-82-6
- Socialism and Man in Cuba,   Pathfinder Press (NY), 1989, ISBN 0-87348-577-7
- The African Dream: The diaries of the Revolutionary War in the Congo   Grove Press, 2001, ISBN 0-8021-3834-9
- The Argentine,   Ocean Press (AU), 2008, ISBN 1-920888-93-4
- The Bolivian Diary of Ernesto Che Guevara   Pathfinder Press, 1994, ISBN 0-87348-766-4
- The Diary of Che Guevara: The Secret Papers of a Revolutionary,   Amereon Ltd, ISBN 0-89190-224-4
- The Great Debate on Political Economy,   Ocean Press, 2006, ISBN 1-876175-54-0
- The Motorcycle Diaries: A Journey Around South America,   London: Verso, 1996, ISBN 1-85702-399-4
- The Secret Papers of a Revolutionary: The Diary of Che Guevara,   American Reprint Co, 1975, ASIN B0007GW08W
- To Speak the Truth: Why Washington's "Cold War" Against Cuba Doesn't End,   Pathfinder, 1993, ISBN 0-87348-633-1

## Vinh danh
Tại Việt Nam có một ngôi trường Trung học phổ thông mang tên Che Guevara, tọa lạc tại thị trấn Mỏ Cày, huyện Mỏ Cày Nam, tỉnh Bến Tre. Tiền thân là trường THPT Mỏ Cày và trường chính thức được đổi tên thành trường THPT Che Guevara từ tháng 10 năm 1987.

## Video

### Phim tài liệu
- Guevara addressing the United Nations General Assembly on ngày 11 tháng 12 năm 1964, (6:21), public domain footage uploaded by the UN, video clip
- Guevara interviewed by Face the Nation on ngày 13 tháng 12 năm 1964, (29:11), from CBS, video clip
- Guevara interviewed in 1964 on a visit to Dublin, Ireland, (2:53), English translation, from RTÉ Libraries and Archives, video clip
- Guevara reciting a poem, (0:58), English subtitles, from El Che: Investigating a Legend – Kultur Video 2001, video clip
- Guevara showing support for Fidel Castro, (0:22), English subtitles, from El Che: Investigating a Legend – Kultur Video 2001, video clip
- Guevara speaking about labor, (0:28), English subtitles, from El Che: Investigating a Legend – Kultur Video 2001, video clip
- Guevara speaking about the Bay of Pigs, (0:17), English subtitles, from El Che: Investigating a Legend – Kultur Video 2001, video clip
- Guevara speaking against imperialism, (1:20), English subtitles, from El Che: Investigating a Legend – Kultur Video 2001, video clip
- Guevara interviewed in Paris and speaking French in 1964, (4:47), English subtitles, interviewed by Jean Dumur, video clip

### Bản ghi âm thanh
- Guevara interviewed on ABC's Issues and Answers, (22:27), English translation, narrated by Lisa Howard, ngày 24 tháng 3 năm 1964, audio clip

## Công trình nghiên cứu
- A New Society: Reflections for Today's World,   Ocean Press, 1996, ISBN 1-875284-06-0
- Back on the Road: A Journey Through Latin America,   Grove Press, 2002, ISBN 0-8021-3942-6
- Che Guevara, Cuba, and the Road to Socialism,   Pathfinder Press, 1991, ISBN 0-87348-643-9
- Che Guevara on Global Justice,   Ocean Press (AU), 2002, ISBN 1-876175-45-1
- Che Guevara: Radical Writings on Guerrilla Warfare, Politics and Revolution,   Filiquarian Publishing, 2006, ISBN 1-59986-999-3
- Che Guevara Reader: Writings on Politics & Revolution,   Ocean Press, 2003, ISBN 1-876175-69-9
- Che Guevara Speaks: Selected Speeches and Writings,   Pathfinder Press (NY), 1980, ISBN 0-87348-602-1
- Che Guevara Talks to Young People,   Pathfinder, 2000, ISBN 0-87348-911-X
- Che: The Diaries of Ernesto Che Guevara,   Ocean Press (AU), 2008, ISBN 1-920888-93-4
- Colonialism is Doomed,   Ministry of External Relations: Republic of Cuba, 1964, ASIN B0010AAN1K
- Congo Diary: The Story of Che Guevara's "Lost" Year in Africa   Ocean Press, 2011, ISBN 978-0-9804292-9-9
- Critical Notes on Political Economy: A Revolutionary Humanist Approach to Marxist Economics,   Ocean Press, 2008, ISBN 1-876175-55-9
- Diary of a Combatant: The Diary of the Revolution that Made Che Guevara a Legend,   Ocean Press, 2013, ISBN 978-0-9870779-4-3
- Episodes of the Cuban Revolutionary War, 1956–58,   Pathfinder Press (NY), 1996, ISBN 0-87348-824-5
- Guerrilla Warfare: Authorized Edition,   Ocean Press, 2006, ISBN 1-920888-28-4
- Latin America: Awakening of a Continent,   Ocean Press, 2005, ISBN 1-876175-73-7
- Latin America Diaries: The Sequel to The Motorcycle Diaries,   Ocean Press, 2011, ISBN 978-0-9804292-7-5
- Marx & Engels: An Introduction,   Ocean Press, 2007, ISBN 1-920888-92-6
- Our America And Theirs: Kennedy And The Alliance For Progress,   Ocean Press, 2006, ISBN 1-876175-81-8
- Reminiscences of the Cuban Revolutionary War: Authorized Edition,   Ocean Press, 2005, ISBN 1-920888-33-0
- Self Portrait Che Guevara,   Ocean Press (AU), 2004, ISBN 1-876175-82-6
- Socialism and Man in Cuba,   Pathfinder Press (NY), 1989, ISBN 0-87348-577-7
- The African Dream: The Diaries of the Revolutionary War in the Congo,   Grove Press, 2001, ISBN 0-8021-3834-9
- The Argentine,   Ocean Press (AU), 2008, ISBN 1-920888-93-4
- The Awakening of Latin America: Writings, Letters and Speeches on Latin America, 1950–67,   Ocean Press, 2012, ISBN 978-0-9804292-8-2
- The Bolivian Diary of Ernesto Che Guevara,   Pathfinder Press, 1994, ISBN 0-87348-766-4
- The Great Debate on Political Economy,   Ocean Press, 2006, ISBN 1-876175-54-0
- The Motorcycle Diaries: A Journey Around South America,   London: Verso, 1996, ISBN 1-85702-399-4
- The Secret Papers of a Revolutionary: The Diary of Che Guevara,   American Reprint Co, 1975, ASIN B0007GW08W
- To Speak the Truth: Why Washington's "Cold War" Against Cuba Doesn't End,   Pathfinder, 1993, ISBN 0-87348-633-1